# Movic
Movic (ムービック Mūbikku) là một công ty Nhật Bản thành lập năm 1983, chuyên sản xuất các thẻ trò chơi, hình nộm, CD, và những loại hình truyền thông khác liên quan đến công nghiệp anime. Movic là một phần của tập đoàn Animate.

## Tham gia sản xuất anime
- Gekijouban Aa Megami-sama: Sản xuất
- Ai City: Sản xuất
- Ai Yori Aoshi: Sản xuất
- Ai Yori Aoshi ~Enishi~: Sản xuất
- Android Ana Maico 2010: Sản xuất
- Appleseed: Sản xuất
- Arslan Senki: Sản xuất
- Shiritsu Araiso Koto Gakko Seitokai Shikkobu: Lên kế hoạch, Sản xuất
- Bakuretsu Hunters: Sản xuất
- Bannō Bunka Nekomusume: Sản xuất
- Bannō Bunka Nekomusume DASH!: Sản xuất
- Blue Seed: Sản xuất
- Blue Seed Beyond: Sản xuất
- Chobits: Hợp tác sản xuất
- Clannad: Sản xuất
- Clannad ~After Story~: Sản xuất
- Crystal Triangle: Sản xuất
- Dengeki Oshioki Musume Gōtaman: Gōtaman Tanjō-hen: Sản xuất
- DNA²: Sản xuất
- Dog Soldier: Shadows of the Past: Sản xuất
- Fushigi Yūgi OVA: Nhà sản xuất
- Gakusaver: Sản xuất
- Ginga Ojōsama Densetsu Yuna: Sản xuất
- Ginga Ojōsama Densetsu Yuna Returns: Sản xuất
- Gall Force: Eternal Story: Sản xuất
- Gall Force: The Revolution: Sản xuất
- Gokicha!!: Sản xuất
- Grandeek - Gaiden: Sản xuất
- GUNNM: Sản xuất
- Ichigo Mashimaro: Hợp tác sản xuất
- Jūbē Ninpūchō: Sản xuất
- Judge: Sản xuất
- Jungle De Ikou: Sản xuất
- Kidō Senkan Nadesico: Sản xuất thẻ bài
- K-On!: Sản xuất
- K-On!!: Sản xuất
- Eiga K-On!: Sản xuất
- Kanon: Sản xuất
- K.O. Beast: Nhà sản xuất
- Kono Minikuku mo Utsukushii Sekai: Sản xuất
- Kyōshoku Sōkō Guyver (1986): Sản xuất
- Majutsushi Orphen: Sản xuất thẻ bài
- Photon: The Idiot Adventures: Sản xuất
- Plastic Little: Sản xuất
- Pugyuru: Sản xuất
- Roujin Z: Sản xuất
- Sailor Victory: Sản xuất
- Saishuu Kyoushi: Sản xuất
- s-CRY-ed: Sản xuất thẻ bài
- Shamanic Princess: Sản xuất
- Shin Seiki Evangerion Gekijō-ban: Shi to Shinsei: Sản xuất
- Shin Seiki Evangelion Gekijō-ban: Ea/Magokoro o, Kimi ni: Sản xuất
- Star Ocean EX: Sản xuất
- Tokyo Babylon: Sản xuất
- Tsubasa Chronicle: Tori Kago no Kuni no Himegimi: Sản xuất
- Tsukihime, Lunar Legend: Sản xuất
- Uchū no Senshi: Hợp tác sản xuất
- Umi no Yami, Tsuki no Kage: Sản xuất
- Vampire Hunter D: Production
- Vampire Hunter D: Bloodlust: Sản xuất
- Wanna-Be's: Sản xuất
- X Sản xuất
- xXXHOLiC Manatsu no Yoru no Yume: Sản xuất
- Yami no Matsuei: Sản xuất
- Yū Yū Hakusho: Meikai Shitō Hen - Honō no Kizuna: Sản xuất